# Національний інститут статистики і економічних досліджень Франції
48°48′59″ пн. ш. 2°18′26″ сх. д. / 48.81629° пн. ш. 2.30723° сх. д.
Національний інститут статистики і економічних досліджень (фр. Institut National de la Statistique et des Études Économiques, скорочено INSEE) — національний орган статистики, що займається розрахунком і аналізом офіційних статистичних даних у Франції. Установою керує Міністерство економіки, промисловості і зайнятості. Оскільки заклад має статус інституту, то він є незалежним. Створений інститут в 1946 році на зміну Національному статистичному сервісу, що діяв за режиму Віші.

## Завдання
- Організація і проведення перепису населення, а також публікації іншої статистичної інформації, що стосується населення Франції.
- Збір інформації (періодичний або точковий) про зацікавленість населення до підприємств і господарства.
- Оцінка основних соціально-економічних показників держави (ВВП, безробіття, рівень бідності і таке інше).
- Публікація різних індексів (індекс цін і доходів, індекс споживчих цін, рівень інфляції таке інше).

При створенні підприємства у Франції надають відомості про себе до Центру реєстрації підприємств (фр. Centre de Formalités des Entreprises), який передає їх до відповідних адміністративних установ, включаючи інститут. Він відіграє важливу роль, адмініструючи національний реєстр підприємств (фр. Sirene) та присвоюючи національний ідентифікаційний номер (фр. Siren) новоствореним підприємствам. Реєстр Sirene містить інформацію про усі виробничі підрозділи, представництва та філії, які складають інформаційну базу для статистики зайнятості. Через 2—3 дні після подання досьє заявник отримує офіційний реєстраційний номер, який дозволяє легально розпочати діяльність компанії та отримати номер SIRET, код APE та номер платника податку на додану вартість. А в разі відкриття неприбуткової організації отримують номер SIREN. Номер SIRET (фр. Système d’identification du répertoire des établissements, Ідентифікаційна система установ) складається з 14 цифр, які включають 9 цифр номеру SIREN, аналогом якого в Україні є ідентифікаційний код ЄДРПОУ, та 5 цифр номеру NIC — внутрішнього номера класифікації. Номер SIREN ідентифікує правове існування компанії або асоціації, в той час як номер NIC ідентифікує адресу. Кожна компанія має тільки один SIREN, але вона може мати більше одного SIRET, якщо вона має кілька адрес.
Інститут надає вільний онлайн доступ до відомостей про підприємства та установи. У територіальних органах інституту — центрах статистики — можна отримати сертифікати з реєстру із відомостями про зареєстроване підприємство чи установу (фр. Certificat d'inscription au Répertoire des Entreprises et des Établissements). Окрім номеру SIREN та SIRET такий сертифікат також має власний номер з двох груп цифр, розділених рискою, розташований поруч з кодом Data Matrix, а на старіших сертифікатах — під штрих-кодом.